# Oliarus interrupta
Oliarus interrupta är en insektsart som beskrevs av Haupt 1917. Oliarus interrupta ingår i släktet Oliarus och familjen kilstritar.
Artens utbredningsområde är Turkmenistan. Inga underarter finns listade i Catalogue of Life.